# Aquarellen
 (janvier 2024).
Aquarellen (Aquarelles), opus 258, est une valse viennoise composée par Joseph Strauss. C'est l'un des chefs-d'œuvre du compositeur.

## Histoire
Elle est composée pour un bal organisé par l'association des artistes viennois Hesperus, et est dédiée aux organisateurs le 1er février 1869. Les trois frères Strauss, Johann II, Joseph et Eduard, sont alors tous membres de Hesperus, à laquelle ils consacrent de nombreuses pièces.
Josef est le plus compétent des frères et la peinture est l'un de ses passe-temps. En effet, il est également doué d'un talent artistique et  laissera derrière lui de nombreux dessins et aquarelles, dont certains sont dans le style des peintures à l'encre aux influences orientales. On dit qu'il utilise cette valse pour exprimer la « douceur d'une aquarelle », mais le nom de la pièce est donné poétiquement et nom dans le cadre d'une musique à programme. D'ailleurs, son frère aîné Johan a également étudié le dessin, tout comme Joseph, mais il ne semble pas avoir ce talent et ne  produit que quelques illustrations grossières (du style bande dessinée sur le modèle de Joseph).

## Durée
Sa durée d'exécution est d'environ 8 minutes. Elle peut varier légèrement selon l'interprétation musicale du chef d'orchestre.

## Extraits musicaux

### Coda
Cette pièce est célèbre pour son solo de timbales dans la coda, mais celui-ci n'est pas inclus dans la première édition de l'original au moment de sa création par Josef, mais est ajouté dans la deuxième édition lors de la publication des parties orchestrales. Il existe d'autres différences significatives entre la 1re et la 2de édition, telles que la dynamique, les accords (surtout avant le solo de timbales), le staccato et les liaisons.

## Interprétations notables
La pièce est jouée lors du célèbre concert du nouvel an à Vienne : en 1946, sous la direction de Josef Krips ; 1950, sous la direction de Clemens Krauss ; en 1956, 1961, 1966, 1970 et 1974, sous la direction de Willi Boskovsky ; en 1980, sous la direction de Lorin Maazel ; en 1991, sous la direction de Claudio Abbado ; en 2002, sous la direction de Seiji Ozawa ; en 2023, sous la direction de Franz Welzer-Möst.